# Stobbea togoensis
Stobbea togoensis är en insektsart som beskrevs av Willy Adolf Theodor Ramme 1929. Stobbea togoensis ingår i släktet Stobbea och familjen gräshoppor. Inga underarter finns listade i Catalogue of Life.